# Liste der Naturdenkmäler in München
Die Liste der Naturdenkmäler in München listet die Naturdenkmäler in der kreisfreien Stadt München in Bayern auf. Laut der am 21. Juli 2021 erlassenen Verordnung gibt es in München 117 Naturdenkmäler mit 200 Einzelbäumen, die nach § 28 BNatSchG geschützt sind.

## Liste
| Bezeichnung                                                                                      | Stadtbezirk lfd. Nr.                                      | Lage | Eigentum von Gemarkung Flur-Nr.                                                      | Schutzgrund | Bild                                                    |
| ------------------------------------------------------------------------------------------------ | --------------------------------------------------------- | --- | ------------------------------------------------------------------------------------ | --- | ------------------------------------------------------- |
| 1 Hainbuche Carpinus betulus, 1 Spitzahorn Acer platanoides                                      | Altstadt-Lehel 1                                          | Herrnstraße 21, Grünfläche nordwestlich der Herrnschule (48° 8′ 12″ N, 11° 34′ 52″ O) | Stadt München München I 2095/1                                                       | Stadtbildwirksam, in dieser Größe selten im Stadtgebiet.                                                                                            | weitere Bilder                                          |
| 2 Rotbuchen Fagus sylvatica                                                                      | Altstadt-Lehel 2                                          | Grünanlage zwischen Marionettentheater und Altkatholischer Kirche, begrenzt durch die Blumenstraße (48° 7′ 56″ N, 11° 34′ 11″ O) | Stadt München München I 874                                                          | Besondere Bedeutung für den ansonsten schlecht begrünten Innenstadtbereich, im Zusammenhang mit der Kirche stadtbildwirksam.                        | weitere Bilder                                          |
| 5 Platanen Platanus × hispanica                                                                  | Altstadt-Lehel 3                                          | An der Hauptfeuerwache 15, Baumreihe östlich und südöstlich der Blumenschule (48° 7′ 59″ N, 11° 34′ 7″ O) | Stadt München München I 877                                                          | Als Reihe sämtlich stadtbildwirksam und im Hinblick auf den Standort einzigartig.                                                                   | weitere Bilder                                          |
| 2 Flatterulmen Ulmus laevis                                                                      | Altstadt-Lehel 4                                          | Englischer Garten (Südteil), in der Weggabelung etwa 200 m nordwestlich des Monopteros und etwa 200 m westlich der Wirtschaftsgebäude (48° 9′ 4″ N, 11° 35′ 24″ O) | Freistaat Bayern München II 3115                                                     | Im Stadtgebiet keine älteren Ulmen bekannt, landschaftsbildprägend.                                                                                 | weitere Bilder                                          |
| 1 Rosskastanie Aesculus hippocastanum, 1 Winterlinde Tilia cordata, 1 Hainbuche Carpinus betulus | Altstadt-Lehel 5                                          | Hackenstraße 7, Baumbestand des Radspielergartens (48° 8′ 9″ N, 11° 34′ 11″ O) | privat München I 649, 650                                                            | Dominanter Baumbestand mit historischer Bedeutung im Stadtgebietskern, sehr selten.                                                                 | Baumbestand des Radspielergartens                       |
| 1 Rotbuche Fagus sylvatica                                                                       | Altstadt-Lehel 6                                          | Grünanlage südlich des Wilhelmsgymnasiums, Süd-Ost-Ecke (48° 8′ 15″ N, 11° 35′ 21″ O) | Stadt München München II 2536                                                        | Mächtiger, dominanter Baum, im Straßenbild wirksam.                                                                                                 | weitere Bilder                                          |
| 3 Rosskastanien Aesculus hippocastanum                                                           | Altstadt-Lehel 7                                          | St.-Anna-Pfarrkirche, nördlich und südlich (48° 8′ 25″ N, 11° 35′ 14″ O) | privat München II 2850                                                               | Im Zusammenhang mit dem Kirchenbau und dem Platz prägende, mächtige und gesunde Bäume.                                                              | Rosskastanien St.-Anna-Platz                            |
| 1 Rosskastanie Aesculus hippocastanum                                                            | Altstadt-Lehel 8                                          | in der städtischen Grünanlage St.-Anna-Platz und -Straße (Südwestecke) (48° 8′ 24″ N, 11° 35′ 13″ O) | Stadt München München II 2851                                                        | Platzbildprägend, mächtiger und gesunder Baum. | Rosskastanie St.-Anna-Platz                             |
| 1 Farnblättrige Buche Fagus sylvatica ‘asplenifolia’                                             | Altstadt-Lehel 9                                          | Englischer Garten, westlich des Wirtschaftshofes und etwa 150 m nordöstlich vom Monopteros am Entenbach (48° 9′ 4″ N, 11° 35′ 29″ O) | Freistaat Bayern München II 3115                                                     | Im Stadtgebiet Münchens sehr seltener Baum, auffällig durch seine filigrane Belaubung.                                                              | weitere Bilder                                          |
| 1 Amerikanische Esche Fraxinus americana                                                         | Altstadt-Lehel 10                                         | Grünanlage Maximiliansplatz, ca. 50 m nordöstlich vom Wittelsbacherbrunnen (48° 8′ 30″ N, 11° 34′ 12″ O) | Freistaat Bayern München I 371/10                                                    | Dominanter Baum mit einer interessanten Wuchsform, selten in München.                                                                               | Esche Maximiliansplatz                                  |
| 1 Bergulme Ulmus glabra                                                                          | Altstadt-Lehel 11                                         | Grünanlage Maximiliansplatz, im nordöstlichen Teil der Grünanlage des Maximiliansplatzes, ca. 20 m südlich vom Nereidenbrunnen (48° 8′ 32″ N, 11° 34′ 21″ O) | Freistaat Bayern München I 371/11                                                    | Aufgrund des Ulmensterbens in diesem Alter, dieser Größe und Schönheit nur noch selten in München.                                                  | Bergulme Maximiliansplatz                               |
| 2 Bergahorne Acer pseudoplatanus                                                                 | Ludwigsvorstadt-Isarvorstadt 1                            | Grünanlage zwischen Lindwurm-, Nußbaum-, Ziemssenstraße, südlich vom Bezoldbrunnen (48° 7′ 58″ N, 11° 33′ 49″ O) | Stadt München München V 9921                                                         | Bäume bilden eine Gruppe, in dieser Mächtigkeit sehr seltene Exemplare.                                                                             | weitere Bilder                                          |
| 1 Blutbuche Fagus sylvatica f. purpurea                                                          | Ludwigsvorstadt-Isarvorstadt 2                            | Bavariaring 20, Vorgarten, an der Grenze zum Anwesen Nr. 21 (48° 7′ 59″ N, 11° 33′ 13″ O) | privat München V 9784/4                                                              | Sehr schöner, gleichmäßig gewachsener Baum. | weitere Bilder                                          |
| 1 Platane Platanus × hispanica                                                                   | Ludwigsvorstadt-Isarvorstadt 3                            | Klenzestraße 48, Schulhof und Grünanlage an der Fraunhofer-/Klenzestraße (48° 7′ 47″ N, 11° 34′ 19″ O) | Stadt München München VI 11606                                                       | Mächtiger Baum mit sehr schöner, geschlossener Krone, besondere Bedeutung für Innenstadtbereich.                                                    | Platane Klenzestraße                                    |
| 1 Bergulme Ulmus glabra                                                                          | Ludwigsvorstadt-Isarvorstadt 4                            | Müllerstraße 7, im Vorgarten (48° 7′ 55″ N, 11° 34′ 22″ O) | privat München VI 11630/3                                                            | Im Innenstadtbereich in dieser Größe kaum noch vorhandene Baumart.                                                                                  | Bergulme Müllerstraße                                   |
| 3 Rotbuchen Fagus sylvatica                                                                      | Maxvorstadt 1                                             | Ludwigskirche, rückwärtiger Teil des Gartens in der Nordost-Ecke (48° 8′ 56″ N, 11° 34′ 55″ O) | privat München II 3548                                                               | Historische Buchen als Bündelbaum, stark efeubewachsen.                                                                                             | Rotbuchen Garten der Ludwigskirche                      |
| 8 Zürgelbäume Celtis australis                                                                   | Maxvorstadt 2                                             | Oskar-von-Miller-Ring, Grünfläche westlich der Siemens-Konzernzentrale (48° 8′ 39″ N, 11° 34′ 27″ O) | Stadt München München III 3691/12                                                    | Äußerst seltene Baumart im Stadtgebiet, sehr schöne und dominant gewachsene Gruppe                                                                  | weitere Bilder                                          |
| 1 Spitzahorn Acer platanoides                                                                    | Maxvorstadt 3                                             | Karolinenplatz 3, Grünfläche des Amerikahauses (ehemaliger Lotzbeckgarten) (48° 8′ 39″ N, 11° 34′ 6″ O) | Freistaat Bayern München III 5620                                                    | Herausragend und dominant und dadurch im Straßenbild wirksam.                                                                                       | weitere Bilder                                          |
| 1 Japanischer Schnurbaum Sophora japonica                                                        | Maxvorstadt 4                                             | Karolinenplatz 2a, im Garten der Anthropologischen Staatssammlung neben dem Amerikahaus (48° 8′ 39″ N, 11° 34′ 6″ O) | Freistaat Bayern München III 5620/2                                                  | In dieser Größe im Stadtbild selten vorkommend, dominant mit hohem gestalterischen Wert.                                                            | weitere Bilder                                          |
| 1 Bergahorn Acer pseudoplatanus                                                                  | Maxvorstadt 5                                             | Theresienstraße 90, erreichbar über Heßstraße, Höhe Haus Nr. 28 (48° 9′ 4″ N, 11° 34′ 6″ O) | Freistaat Bayern München III 4755                                                    | Sehr schöner, dominant gewachsener Baum, für das Straßenbild wirksam.                                                                               | weitere Bilder                                          |
| 1 Blutbuche Fagus sylvatica f. purpurea                                                          | Maxvorstadt 6                                             | Kaulbachstraße 15, zentral im rückwärtigen Garten (48° 8′ 52″ N, 11° 34′ 55″ O) | Freistaat Bayern München II 3521                                                     | Dominanter Baum in einem historischen Garten. | Blutbuche Kaulbachstraße                                |
| 2 Platanen Platanus × hispanica                                                                  | Maxvorstadt 7                                             | Akademiestraße 2, Garten der Kunstakademie im östlichen Gartenteil an der Zufahrtsstraße (48° 9′ 12″ N, 11° 34′ 53″ O) | Stadt München München III 4370                                                       | Dominante, ortsbildprägende Bäume, in dieser Größe selten im Stadtgebiet.                                                                           | Platanen Akademiestraße                                 |
| 1 Zürgelbaum Celtis australis                                                                    | Schwabing-West 1                                          | Luitpoldpark, am Zugang von der Borschtallee auf Höhe des Willi-Graf-Gymnasiums (48° 10′ 11″ N, 11° 34′ 13″ O) | Stadt München Schwabing 582/0                                                        | Äußerst seltene Baumart im Stadtgebiet, sehr schön mit einer interessanten Wuchsform.                                                               | Zürgelbaum Luitpoldpark                                 |
| 1 Korkbaum Phellodendron amurense                                                                | Schwabing-West 2                                          | Luitpoldpark, am Zugang über die Brunnerstraße, ca. 30 m nördlich vom Bertschbrunnen (48° 10′ 9″ N, 11° 34′ 3″ O) | Stadt München Schwabing 582/0                                                        | Äußerst seltene Baumart im Stadtgebiet, sehr schön mit einem interessanten Rindenbild.                                                              | Korkbaum Luitpoldpark                                   |
| 1 Birne Pyrus communis                                                                           | Schwabing-West 3                                          | Schwere-Reiter-Straße 24, im rückwärtigen Garten (48° 9′ 40″ N, 11° 33′ 22″ O) | privat Schwabing 472/163                                                             | Sehr große alte Birne, in dieser Art nur noch sehr selten in München.                                                                               | weitere Bilder                                          |
| 1 Rosskastanie Aesculus hippocastanum                                                            | Au-Haidhausen 1                                           | Am Gasteig, am Weg zur Nikolai-Kirche (48° 7′ 57″ N, 11° 35′ 25″ O) | Stadt München München IX 17060                                                       | Markanter, weit ausladender Baum, besonders für das Straßenbild wirksam.                                                                            | weitere Bilder                                          |
| 1 Spitzahorn Acer platanoides                                                                    | Au-Haidhausen 3                                           | Wolfgangstraße 20, im Innenhof (48° 8′ 0″ N, 11° 36′ 6″ O) | privat München IX 18115                                                              | Mächtiger, weit ausladender, gerade gewachsener Baum, hofraumprägend, sehr guter Standort.                                                          | Spitzahorn Wolfgangstraße                               |
| 1 Bergahorn Acer pseudoplatanus                                                                  | Au-Haidhausen 4                                           | Wörth-/Comeniusstraße, im Schulhof (48° 7′ 53″ N, 11° 35′ 53″ O) | Stadt München München IX 16681                                                       | Dominanter, für Straßenbild wirksamer Baum. | Bergahorn Comeniusstraße                                |
| 1 Platane Platanus × hispanica                                                                   | Au-Haidhausen 5                                           | Sckellstraße 1, im Garten (48° 8′ 5″ N, 11° 35′ 46″ O) | privat München IX 17017                                                              | Solitärbaum, das Platzbild prägender, dominanter, im östlichen Stadtbereich seltener Baum.                                                          | weitere Bilder                                          |
| 1 Rosskastanie Aesculus hippocastanum                                                            | Au-Haidhausen 6                                           | St.-Wolfgangs-Platz 8a, vor der St.-Wolfgangs-Kirche (48° 7′ 34″ N, 11° 35′ 42″ O) | privat München VIII 15616/6                                                          | Guter Standort und den Platz beherrschender Wuchs.                                                                                                  | Rosskastanie St.-Wolfgangs-Platz                        |
| 1 Flügelnuss Pterocarya fraxinifolia                                                             | Au-Haidhausen 7                                           | Mariahilfplatz 17, im Hof des Landratsamtes München (48° 7′ 25″ N, 11° 34′ 59″ O) | Landratsamt München München VIII 14210                                               | Solitärbaum, vom Boden aus dreistämmig, mit starken Bodenaustrieben, in der Größe im Stadtgebiet selten.                                            | weitere Bilder                                          |
| 1 Spitzahorn Acer platanoides                                                                    | Au-Haidhausen 8                                           | Mariahilfplatz 15, im Hof (48° 7′ 27″ N, 11° 35′ 2″ O) | Stadt München München VIII 14215                                                     | Mächtiger, solitär gewachsener Baum, stadtbildgestaltend und dominant.                                                                              | Spitzahorn Mariahilfplatz                               |
| 1 Rosskastanie Aesculus hippocastanum                                                            | Au-Haidhausen 9                                           | Eduard-Schmid-Straße 1 (an der Zeppelinstraße), im Schulhof des Pestalozzi-Gymnasiums (48° 7′ 38″ N, 11° 34′ 58″ O) | privat München VIII 14546                                                            | Sehr mächtiger, dominanter Solitärbaum mit gleichmäßiger, weit ausladender Krone.                                                                   | Rosskastanie Eduard-Schmid-Straße                       |
| 1 Rosskastanie Aesculus hippocastanum                                                            | Au-Haidhausen 11                                          | Sommer-, Edlingerstraße, Verkehrsinsel (48° 7′ 20″ N, 11° 34′ 25″ O) | Stadt München München VII 12303                                                      | Solitär, schöner und gleichmäßig gewachsener Baum; sehr dominant im Straßenbild.                                                                    | weitere Bilder                                          |
| 1 Rosskastanie Aesculus hippocastanum                                                            | Au-Haidhausen 12                                          | Ismaninger Straße 22, in einem Innenhof des Klinikums rechts der Isar (48° 8′ 14″ N, 11° 36′ 1″ O) | Stadt München München, S. 9 17253/0                                                  | Solitär, schöner, großer und dominanter Baum in dem Innenhof.                                                                                       | Rosskastanie im Innenhof des Klinikums rechts der Isar  |
| 1 Rotbuche Fagus sylvatica                                                                       | Sendling 1                                                | Flaucheranlagen, zwischen Flauchergaststätte und Brudermühlbrücke am Hauptweg (48° 6′ 37″ N, 11° 33′ 33″ O) | Stadt München München VI 11000                                                       | Mächtiger, dominanter Solitärbaum mit weit ausladender Krone, Beastung fast bis zum Boden, mit die mächtigste Buche im Stadtgebiet.                 | weitere Bilder                                          |
| 1 Stieleiche Quercus robur                                                                       | Sendling 2                                                | etwa 100 m nördlich der Brudermühlbrücke, westlich der Isar (48° 6′ 49″ N, 11° 33′ 31″ O) | Stadt München München VI 11000/4                                                     | Naturdenkmal wegen historischer Bedeutung, „Reichs- und Friedenseiche gepflanzt von der Jugend der Stadt München am 1. Juli 1871“.                  | weitere Bilder                                          |
| 1 Moorbirke Betula pubescens                                                                     | Sendling 3                                                | Flaucher, östlich des Gehweges an der Isar (48° 6′ 21″ N, 11° 33′ 24″ O) | Stadt München München VII 12076                                                      | Mächtiger Solitärbaum, in dieser Größe im Stadtgebiet selten.                                                                                       | weitere Bilder                                          |
| 1 Stieleiche Quercus robur                                                                       | Sendling-Westpark 1                                       | Krüner Platz, Ehrwalder Straße 30 (48° 7′ 6″ N, 11° 30′ 47″ O) | Stadt München München V 8782/19                                                      | Hohes Alter, im dortigen Bereich in dieser Größe selten.                                                                                            | weitere Bilder                                          |
| 1 Blutbuche Fagus sylvatica f. purpurea                                                          | Sendling-Westpark 2                                       | Ohlstadter Straße 5, im Garten an der Grenze zur Leutascher Straße (48° 7′ 4″ N, 11° 31′ 30″ O) | privat München, S. 5 8848/0                                                          | Solitär gewachsener, schöner und Standort prägender Baum.                                                                                           | weitere Bilder                                          |
| 1 Bergahorn Acer pseudoplatanus                                                                  | Sendling-Westpark 3                                       | Kriegersiedlung auf dem Spielplatz zwischen den Häusern Nr. 31 und 33 (48° 6′ 54″ N, 11° 31′ 44″ O) | privat München, S. 5 9024/7 und 9024/2                                               | Solitär gewachsener, schöner und Standort prägender Baum.                                                                                           | weitere Bilder                                          |
| 2 Rosskastanien Aesculus hippocastanum                                                           | Schwanthalerhöhe 1                                        | Tulbeckstraße 34/36, Vorgarten (48° 8′ 14″ N, 11° 32′ 16″ O) | Stadt München München V 8433/6                                                       | Straßenbildprägende, vitale Bäume mit weit ausladender Krone.                                                                                       | weitere Bilder                                          |
| 1 Rosskastanie Aesculus hippocastanum                                                            | Schwanthalerhöhe 2                                        | Gollierplatz, Grünanlage (48° 8′ 11″ N, 11° 32′ 10″ O) | Stadt München München V 8427/2                                                       | Weit ausladender Baum, der über die weiteren Bäume deutlich und dominierend herausragt.                                                             | weitere Bilder                                          |
| 6 Eiben Taxus baccata                                                                            | Neuhausen-Nymphenburg 1                                   | Schlosspark Nymphenburg, Ostseite, südöstlich der Amalienburg, am Gehweg (48° 9′ 20″ N, 11° 30′ 4″ O) | Freistaat Bayern Nymphenburg 24/8                                                    | Sehr schöne markante und mächtige Gehölzgruppe; im Stadtgebiet selten.                                                                              | Eiben Südseite der Amalienburg Schlosspark Nymphenburg  |
| 1 Blutbuche Fagus sylvatica f. purpurea                                                          | Neuhausen-Nymphenburg 2                                   | Schlosspark Nymphenburg, etwa 25 m südlich der Badenburg (48° 9′ 15″ N, 11° 29′ 39″ O) | Freistaat Bayern Nymphenburg 19                                                      | Solitärbaum, wichtiger Zusammenhang mit der Badenburg.                                                                                              | weitere Bilder                                          |
| 8 Eiben Taxus baccata                                                                            | Neuhausen-Nymphenburg 3                                   | Schlosspark Nymphenburg, zwischen der Nordseite der Amalienburg und dem Kanal (48° 9′ 24″ N, 11° 30′ 1″ O) | Freistaat Bayern Nymphenburg 24/8                                                    | Sehr schöne markante Baumgruppe, in dieser Größenordnung wahrscheinlich einmalig im Stadtgebiet.                                                    | Eiben Nordseite der Amalienburg Schlosspark Nymphenburg |
| 1 Sommerlinde Tilia platyphyllos                                                                 | Neuhausen-Nymphenburg 4                                   | Schlosspark Nymphenburg, etwa 50 m nordwestlich der Badenburg am Seeufer (48° 9′ 16″ N, 11° 29′ 36″ O) | Freistaat Bayern Nymphenburg 16/2                                                    | Bizarrer und knorriger Wuchs, auffälliges Erscheinungsbild.                                                                                         | weitere Bilder                                          |
| Blutbuche Fagus sylvatica f. purpurea                                                            | Neuhausen-Nymphenburg 5                                   | Gerner Straße 1, Vorgarten (48° 9′ 34″ N, 11° 31′ 30″ O) | privat Nymphenburg 322/2                                                             | Mächtige, dominante Blutbuche, sehr ortsbildprägend, in dieser Größe im Stadtgebiet selten.                                                         | Blutbuche Gerner Str. 1                                 |
| Rotbuche Fagus sylvatica                                                                         | Neuhausen-Nymphenburg 6                                   | Kuglmüllerstraße 22, Vorgarten (48° 9′ 42″ N, 11° 30′ 52″ O) | privat Nymphenburg 262/5                                                             | Herausragendes Exemplar von besonderer Schönheit, außerordentlich ortsbildprägend                                                                   | weitere Bilder                                          |
| Farnblättrige Buche Fagus sylvatica f. ‚asplenifolia’                                            | Neuhausen-Nymphenburg 7                                   | Schlosspark Nymphenburg, an der Weggabelung 50 m südlich der Amalienburg (48° 9′ 19″ N, 11° 30′ 2″ O) | Freistaat Bayern Nymphenburg 24/8                                                    | Mächtiges, sehr schönes und seltenes Solitärexemplar, guter Standort an markanter Stelle.                                                           | Farnblättrige Buche südlich Amalienburg                 |
| Walnussbaum Juglans regia                                                                        | Neuhausen-Nymphenburg 8                                   | Groff-/Taschnerstraße, am Eingang zum Bürgerheim (48° 9′ 48″ N, 11° 30′ 46″ O) | privat Nymphenburg 330/7                                                             | In dieser Größe im Stadtgebiet selten. | Walnussbaum Bürgerheim Nymphenburg                      |
| Stieleiche Quercus robur                                                                         | Neuhausen-Nymphenburg 9                                   | Schlosspark Nymphenburg, im Dörfchen, zentral mittig beim Brunnhaus (48° 9′ 20″ N, 11° 29′ 55″ O) | Freistaat Bayern Nymphenburg 21                                                      | Historischer Baum, in seiner Größe im Stadtgebiet einzigartig.                                                                                      | Stieleiche im Schlosspark Nymphenburg                   |
| Hängebuche Fagus sylvatica f. ‚pendula’                                                          | Neuhausen-Nymphenburg 10                                  | Schlosspark Nymphenburg, südlich der Schwanenbrücke (48° 9′ 27″ N, 11° 29′ 59″ O) | Freistaat Bayern Nymphenburg 24/4                                                    | Dominanter Baum in einem historischen Garten, besondere Bedeutung für Münchner Bürger.                                                              | weitere Bilder                                          |
| Winterlinde Tilia cordata                                                                        | Neuhausen-Nymphenburg 11                                  | Nördliches Schlossrondell 8, rechts im hinteren Gartenteil (48° 9′ 37″ N, 11° 30′ 29″ O) | Freistaat Bayern Nymphenburg 243                                                     | Dominanter, ortsbildprägender Baum mit historischer Bedeutung.                                                                                      | Winterlinde Schlossrondell                              |
| 3 Blutbuchen Fagus sylvatica f. purpurea                                                         | Neuhausen-Nymphenburg 12                                  | Romanstraße 15, im südwestlichen Vorgartenbereich (48° 9′ 23″ N, 11° 31′ 27″ O) | privat Neuhausen 570/47                                                              | Ortsbildprägende Blutbuchen-Gruppe. | Blutbuchen Romanstr.                                    |
| Eibe Taxus baccata                                                                               | Neuhausen-Nymphenburg 13                                  | Nederlinger Straße 37, im westlichen Gartenbereich (48° 9′ 48″ N, 11° 31′ 12″ O) | privat Nymphenburg 330/170                                                           | Dominanter, alter Baum, in dieser Größe im Stadtgebiet selten.                                                                                      | weitere Bilder                                          |
| Stieleiche Quercus robur                                                                         | Neuhausen-Nymphenburg 14                                  | Lachnerstraße 27, im Garten am Rand des Grundstückes Richtung Lachnerstraße (48° 9′ 19″ N, 11° 31′ 35″ O) | privat Neuhausen 90/14                                                               | Dominanter, alter Baum, in seiner Größe im Innenstadtbereich selten.                                                                                | weitere Bilder                                          |
| Winterlinde Tilia cordata                                                                        | Moosach 1                                                 | Nederlinger Straße, Einfahrt zur Kleingartenanlage NW 12 (48° 10′ 5″ N, 11° 30′ 55″ O) | Stadt München Moosach 1995/1                                                         | Dominanter und einer der ältesten Bäume in München, historische Bedeutung: Röth-Linde.                                                              | weitere Bilder                                          |
| 23 Stieleichen Quercus robur                                                                     | Moosach 2                                                 | Allee südlich der Ludwigsfelder Straße (48° 11′ 36″ N, 11° 29′ 29″ O) | Stadt München Untermenzing 443/4, 443/5 (19 Stück) privat Untermenzing 443 (4 Stück) | Eichenreihe, in diesem Bereich stark auffallend und landschaftsbildprägend, zwischen 200 und 250 Jahre alt.                                         | Stieleichenalle Allach                                  |
| Rosskastanie Aesculus hippocastanum                                                              | Moosach 3                                                 | Quedlinburger Straße 46, Ecke Franz-Fiehl-Straße (48° 10′ 48″ N, 11° 30′ 53″ O) | privat Moosach 8                                                                     | Dominanter Baum, ortsbildprägend. | Rosskastanie Quedlinburger Str.                         |
| Amerikanische Roteiche Quercus rubra                                                             | Moosach 4                                                 | Hartmannshofer Park, am Hartmannshofer Bach, hinter der Tennisanlage (48° 10′ 26″ N, 11° 29′ 37″ O) | Freistaat Bayern Moosach 1983/73                                                     | Sehr große Roteiche, im Stadtgebiet selten. | Roteiche im Hartmannshofer Park                         |
| Stieleiche Quercus robur                                                                         | Milbertshofen 1                                           | Olympiapark, ca. 30 m südlich vom ehemaligen Radstadion (48° 10′ 9″ N, 11° 32′ 26″ O) | privat Milbertshofen 404/2                                                           | Dominanter, alter Baum, in seiner Größe im Innenstadtbereich selten.                                                                                | weitere Bilder                                          |
| Gemeine Esche Fraxinus excelsior                                                                 | Schwabing-Freimann 2                                      | Leinthaler-/Ecke Sondermeierstraße, nördlich des Parkplatzes (48° 11′ 19″ N, 11° 37′ 14″ O) | Stadt München Freimann 558                                                           | Extrem ausladende Krone. | Esche Sondermeierstraße                                 |
| Österreichische Schwarzkiefer Pinus nigra ssp. nigra                                             | Schwabing-Freimann 3                                      | Biedersteiner Straße 29, Klinikum rechts der Isar (48° 9′ 53″ N, 11° 35′ 31″ O) | Freistaat Bayern Schwabing 289                                                       | Wohl die größte, älteste und mächtigste Schwarzkiefer im Stadtgebiet.                                                                               | Schwarzkiefer Biedersteiner Straße                      |
| Rotbuche Fagus sylvatica                                                                         | Schwabing-Freimann 5                                      | Englischer Garten, zwischen Forstweg und Friedrich-Ludwig-von-Sckell-Weg, am zweiten Reitweg (48° 10′ 20″ N, 11° 36′ 55″ O) | Freistaat Bayern Schwabing 1087                                                      | Herausragendster Baum in diesem Gebiet; Alter über 300 Jahre.                                                                                       | Rotbuche Englischer Garten                              |
| Silberweide Salix alba                                                                           | Schwabing-Freimann 6                                      | am linken Isarufer nördlich des Einflusszulaufes der Kläranlage Großlappen (48° 12′ 26″ N, 11° 38′ 35″ O) | Freistaat Bayern Freimann 596                                                        | Mächtiger, solitär gewachsener und auffallender Baum, im Stadtgebiet in diesem Ausmaß selten.                                                       | Silberweide beim Einflusszulauf Großlappen              |
| Winterlinde Tilia cordata                                                                        | Schwabing-Freimann 7                                      | Englischer Garten, Eingang Tucherpark (von der Hirschauer Straße) (48° 9′ 13″ N, 11° 35′ 43″ O) | Freistaat Bayern München II 3115/0                                                   | Markanter Solitärbaum, der aufgrund seiner Stammausbildung und seines Stammumfangs im Stadtgebiet Seltenheitswert besitzt.                          | weitere Bilder                                          |
| Rosskastanie Aesculus hippocastanum                                                              | Schwabing-Freimann 8                                      | Floriansmühlstraße 60, in der Verkehrsinsel vor dem Haupttor des Geländes des Bayerischen Rundfunks (48° 11′ 25″ N, 11° 37′ 38″ O) | privat Freimann 589/19                                                               | Dominanter Baum, prägt das Straßenbild. | Rosskastanie Floriansmühlstraße                         |
| Hängebuche Fagus sylvatica ‚pendula’                                                             | Schwabing-Freimann 10                                     | Situlistraße 73–75, zwischen den Gebäuden (48° 11′ 37″ N, 11° 37′ 6″ O) | Stadt München Freimann 39                                                            | Dominanter Baum, derzeit größte im Stadtgebiet stehende Hängebuche.                                                                                 | Hängebuche Situlistraße                                 |
| Blutbuche Fagus sylvatica f. purpurea                                                            | Schwabing-Freimann 11                                     | Situlistraße 73–75, mittig im Garten (48° 11′ 39″ N, 11° 37′ 7″ O) | Stadt München Freimann 39/18                                                         | Dominanter, ortsbildprägender Baum, einzigartig in der Gegend.                                                                                      | Blutbuche Situlistraße                                  |
| Sommerlinde Tilia platyphyllos                                                                   | Schwabing-Freimann 12                                     | Englischer Garten, Friedrich-Ludwig-von-Sckell-Weg, etwa 250 m südlich vom Amphitheater, westlich vom Weg (48° 10′ 23″ N, 11° 36′ 44″ O) | Freistaat Bayern Schwabing 1083                                                      | Historische Linde, ist in Plänen aus dem Jahr 1807 schon vorhanden.                                                                                 |                                                         |
| Rotbuche Fagus sylvatica                                                                         | Bogenhausen 1                                             | Wehrlestraße 8, an der Dreieinigkeitskirche (48° 8′ 52″ N, 11° 36′ 23″ O) | privat Bogenhausen 229/4                                                             | Selten schön gewachsener Einzelbaum mit mächtiger, gleichmäßiger Krone.                                                                             | Rotbuche Dreieinigkeitskirche                           |
| Rosskastanie Aesculus hippocastanum                                                              | Bogenhausen 2                                             | Rauchstraße 9, Ecke Friedrich-Herschel-Straße, im Vorgarten (48° 8′ 41″ N, 11° 36′ 14″ O) | privat Bogenhausen 241/148                                                           | Dominanter, straßen- und ortsbildprägender Baum. | Rosskastanie Rauchstraße                                |
| Rotbuche Fagus sylvatica                                                                         | Berg am Laim 1                                            | Grafinger Straße 72, in der Grünanlage der Wohnanlage (48° 7′ 28″ N, 11° 37′ 0″ O) | privat Berg am Laim 203/59, 203/60                                                   | Dominanter, eindrucksvoller, Standort prägender, alter Baum mit einer gleichmäßigen Krone.                                                          | Rotbuche Grafinger Straße                               |
| Rosskastanie Aesculus hippocastanum                                                              | Trudering-Riem 1                                          | Kirchtruderinger Straße 13, Nordost-Ecke Sportplatzgelände (48° 7′ 33″ N, 11° 40′ 21″ O) | Stadt München Trudering 71                                                           | Mächtiger freistehender Baum, in dieser Größe im Stadtgebiet selten.                                                                                | Rosskastanie Kirchtruderinger Straße                    |
| Winterlinde Tilia cordata                                                                        | Trudering-Riem 2                                          | Truderinger Straße 302, im Garten „Café zur Linde“ (48° 7′ 20″ N, 11° 40′ 8″ O) | privat Trudering 291                                                                 | Mächtiger Baum, mit einem sehr großen Stammumfang, ortsbildprägend.                                                                                 | weitere Bilder                                          |
| Gemeine Esche Fraxinus excelsior                                                                 | Ramersdorf-Perlach 1                                      | Nordostecke des ehemaligen Brachgrundstückes an der Putzbrunner Straße zwischen Haus-Nr. 5 und 9, jetzt bebaut als Putzbrunner Str. 7 sowie 7a, 7b, 7c, 7d, und 7e. Im Norden angrenzend Erweiterungsbau der Grundschule am Pfanzelt-Platz (48° 6′ 0″ N, 11° 37′ 58″ O) | privat Perlach 81/3                                                                  | Im Stadtgebiet einmalige Altesche, teilweise bis zum Boden reichende Krone, ortsbildprägend.                                                        | weitere Bilder                                          |
| Rotbuche Fagus sylvatica                                                                         | Ramersdorf-Perlach 2                                      | Kagerstraße 9, städtischer Verkehrszeichenbetrieb, östlicher Grundstücksbereich (48° 6′ 35″ N, 11° 36′ 24″ O) | Stadt München München VIII 16257/2                                                   | Großer Solitärbaum mit bis zum Boden reichender, gleichmäßiger Krone.                                                                               | Rotbuche Kagerstraße                                    |
| Steinweichsel Prunus mahaleb                                                                     | Ramersdorf-Perlach 3                                      | Balanstraße 66 (48° 7′ 7″ N, 11° 36′ 0″ O) | privat München, S. 8 15665/0                                                         | Seltene Baumart in München. | Steinweichsel Balanstraße                               |
| Mammutbaum Sequoiadendron giganteum                                                              | Ramersdorf-Perlach 4                                      | Böhmstraße 6 (48° 6′ 3″ N, 11° 37′ 41″ O) | privat Perlach 138/7                                                                 | Seltene Baumart in München, dominant am Standort.                                                                                                   | weitere Bilder                                          |
| Hainbuche Carpinus betulus                                                                       | Ramersdorf-Perlach 5                                      | Wilrampark südlich des Spielplatzes, Nähe Rosenheimer Straße (48° 6′ 53″ N, 11° 36′ 43″ O) | Stadt München München, S. 8 16317/0                                                  | Solitär stehender Baum mit einer gleichmäßigen Krone, in dieser Größe selten in München.                                                            | weitere Bilder                                          |
| Spitzahorn Acer platanoides                                                                      | Untergiesing-Harlaching 1                                 | Mondstraße, Verkehrsinsel gegenüber Hausnummer 22 (48° 7′ 2″ N, 11° 34′ 31″ O) | Stadt München München VII 13356                                                      | Sehr mächtiger, einzigartiger und den Platz bestimmender Solitärbaum.                                                                               | weitere Bilder                                          |
| Rotbuche Fagus sylvatica                                                                         | Untergiesing-Harlaching 2                                 | Rotbuchenstraße 55 (48° 6′ 2″ N, 11° 34′ 40″ O) | privat München VII 12900/104                                                         | Mächtiger, solitär gewachsener Baum mit geschlossener Krone, dominant und das Straßenbild prägend.                                                  | weitere Bilder                                          |
| Stieleiche Quercus robur                                                                         | Untergiesing-Harlaching 3                                 | Tegelbergstraße 33, Ecke Säbener Platz (48° 5′ 26″ N, 11° 34′ 25″ O) | privat München VII 12878/204                                                         | Dominanter, für den Platz ortsbildprägender Baum.                                                                                                   | weitere Bilder                                          |
| Rotbuche Fagus sylvatica                                                                         | Untergiesing-Harlaching 4                                 | Harthauser Straße 135, Vorgarten an der Holzkirchner Straße (48° 4′ 32″ N, 11° 32′ 39″ O) | privat München VII 12853/47                                                          | Sehr großer, herausragender Baum mit geschlossener Krone.                                                                                           | weitere Bilder                                          |
| Rotbuche Fagus sylvatica                                                                         | Thalkirchen-Obersendling-Forstenried-Fürstenried-Solln 1  | Großhesseloher Straße 11, Ecke Friedastraße (48° 4′ 50″ N, 11° 31′ 57″ O) | privat Thalkirchen 579/22                                                            | Extrem ausladende Krone, dominantester Baum in diesem Areal.                                                                                        | weitere Bilder                                          |
| 2 Sommerlinden Tilia platyphyllos                                                                | Thalkirchen-Obersendling-Forstenried-Fürstenried-Solln 2  | Thalkirchner Brücke, am Grünstreifen zwischen Werkkanal und Isar (48° 6′ 4″ N, 11° 32′ 57″ O) | Stadt München München VII 12090                                                      | Alte und dominante Exemplare von hervorragender Schönheit.                                                                                          | weitere Bilder                                          |
| Hainbuche Carpinus betulus                                                                       | Thalkirchen-Obersendling-Forstenried-Fürstenried-Solln 3  | Warnbergstraße, nördlich vom Weiher (48° 4′ 7″ N, 11° 30′ 34″ O) | privat Solln 773                                                                     | Dominanter, im Stadtgebiet in dieser Größe seltener Baum.                                                                                           | Hainbuche am Warnberger Weiher                          |
| Gemeine Esche Fraxinus excelsior                                                                 | Thalkirchen-Obersendling-Forstenried-Fürstenried-Solln 4  | Bleibtreuplatz, Gehweg Buchhierlstraße (48° 4′ 42″ N, 11° 30′ 54″ O) | Stadt München Solln 580/5                                                            | Mächtiger Baum mit weit ausladender Trichterkrone.                                                                                                  | Esche Bleibtreuplatz                                    |
| Sommerlinde Tilia platyphyllos                                                                   | Thalkirchen-Obersendling-Forstenried-Fürstenried-Solln 5  | Weiher an der Muttenthalerstraße, östliches Ufer (48° 4′ 24″ N, 11° 30′ 44″ O) | Stadt München Solln 35/2                                                             | Sehr landschaftsbildprägend im Zusammenhang mit dem Teich, ausgeprägter, breit auslaufender, kelchartiger Stammfuß.                                 | Linde Muttenthalerstraße                                |
| 2 Sommerlinden Tilia platyphyllos                                                                | Thalkirchen-Obersendling-Forstenried-Fürstenried-Solln 6  | Sollner Waldfriedhof, nördlich auf der Wiese in deren südlichem Bereich (48° 4′ 12″ N, 11° 30′ 42″ O) | Stadt München Solln 272/1                                                            | Freistehende Bäume, sehr landschaftsbildprägend, mit Unterpflanzungen.                                                                              | weitere Bilder                                          |
| Waldkiefer Pinus sylvestris                                                                      | Thalkirchen-Obersendling-Forstenried-Fürstenried-Solln 7  | Sollner Waldfriedhof, etwa 150 m südlich des Alkorwerkes, frei auf der Wiese (48° 4′ 9″ N, 11° 30′ 35″ O) | privat Solln 773                                                                     | Sehr landschaftsbildprägend, Brutbaum. | Waldkiefer am Waldfriedhof                              |
| Stieleiche Quercus robur                                                                         | Thalkirchen-Obersendling-Forstenried-Fürstenried-Solln 8  | 150 m südlich des Alkorwerkes, 80 m nordwestlich vom Weiher (48° 4′ 9″ N, 11° 30′ 31″ O) | privat Solln 773                                                                     | Sehr landschaftsbildprägender Flurbaum, als solcher im Stadtgebiet selten.                                                                          | weitere Bilder                                          |
| 3 Hainbuchen Carpinus betulus                                                                    | Thalkirchen-Obersendling-Forstenried-Fürstenried-Solln 9  | westlich des Waldfriedhofes Solln an der Warnbergstraße (48° 4′ 8″ N, 11° 30′ 43″ O) | Stadt München Solln 272                                                              | Als Gruppe besonders landschaftsbildprägend, Mikrofaunaansiedlung.                                                                                  | 3 Hainbuchen im Waldfriedhof Solln                      |
| Stieleiche Quercus robur                                                                         | Thalkirchen-Obersendling-Forstenried-Fürstenried-Solln 10 | an der Umzäunung des Klosters Warnberg, südöstlich der Einfahrtsstraße (48° 4′ 1″ N, 11° 30′ 42″ O) | privat Solln 768                                                                     | Dominante, landschaftsbildprägende Eiche. | Stieleiche an der Umzäunung des Klosters Warnberg       |
| 6 Stieleichen Quercus robur                                                                      | Thalkirchen-Obersendling-Forstenried-Fürstenried-Solln 11 | im Klostergarten an der Warnbergstraße bis zum Weiher (48° 4′ 5″ N, 11° 30′ 40″ O) | privat Solln 768                                                                     | Als Gesamtheit sehr landschaftsbildprägend, Überreste ursprünglicher Vegetation.                                                                    | 6 Stieleichen im Klostergarten Warnberg                 |
| Stieleiche Quercus robur                                                                         | Thalkirchen-Obersendling-Forstenried-Fürstenried-Solln 12 | Warnbergstraße am Weiher (48° 4′ 6″ N, 11° 30′ 33″ O) | privat Solln 768                                                                     | Landschaftsbildprägende, dominante Eiche am Weiher.                                                                                                 | Stieleiche Warnbergstraße am Weiher                     |
| Flatterulme Ulmus laevis                                                                         | Thalkirchen-Obersendling-Forstenried-Fürstenried-Solln 13 | Hanfelder Straße 6, im nördlichen Teil des Gartenbereiches (48° 5′ 3″ N, 11° 28′ 43″ O) | privat Forstenried 631/14                                                            | In Größe, Schönheit und Alter in München selten gewordene Baumart.                                                                                  | Flatterulme Hanfelder Straße                            |
| Sommerlinde Tilia platyphyllos                                                                   | Thalkirchen-Obersendling-Forstenried-Fürstenried-Solln 14 | Tölzer Straße 17, Grünfläche hinter der Passionskirche (48° 6′ 1″ N, 11° 32′ 21″ O) | privat Thalkirchen 221/16                                                            | Dominanter und Standort prägender Baum. | weitere Bilder                                          |
| Blutbuche Fagus sylvatica f. purpurea                                                            | Hadern 1                                                  | Pelargonienweg 2c, im Garten (48° 6′ 46″ N, 11° 29′ 23″ O) | privat Großhadern 69/3                                                               | Dominanter, eindrucksvoller, Standort prägender, alter Baum mit einer gleichmäßigen Krone.                                                          | Blutbuche Pelargonienweg 2c                             |
| Gemeine Esche Fraxinus excelsior                                                                 | Pasing-Obermenzing 1                                      | Pasinger Stadtpark in der Wiese vor der Kreuzung Planegger/Blumenauer Straße (48° 8′ 27″ N, 11° 27′ 22″ O) | Stadt München Pasing 2004                                                            | Sehr landschaftsbildprägend, mit tief angesetzter, mächtiger Krone.                                                                                 | weitere Bilder                                          |
| Sommerlinde Tilia platyphyllos                                                                   | Pasing-Obermenzing 2                                      | Landsberger Straße 486, Grünfläche vor dem Pasinger Rathaus (48° 8′ 49″ N, 11° 27′ 44″ O) | Stadt München Pasing 125/2                                                           | Dominanter, straßen- und ortsbildprägender Baum. | weitere Bilder                                          |
| Stieleiche Quercus robur                                                                         | Pasing-Obermenzing 3                                      | Maria-Eich-Straße 119, Kleingartenanlage NW 70, Teil 1, in Parzelle 79, Weg 7 (48° 8′ 4″ N, 11° 26′ 42″ O) | Stadt München Pasing 2028                                                            | Dominanter Baum, ortsbildprägend. | Stieleiche Maria-Eich-Str.                              |
| Rosskastanie Aesculus hippocastanum                                                              | Pasing-Obermenzing 4                                      | Pippinger Straße 51, an der Straße direkt neben der Kirche (48° 9′ 24″ N, 11° 27′ 27″ O) | privat Obermenzing 984                                                               | Dominanter Baum, sehr schöner Habitus, ortsbildprägend.                                                                                             | weitere Bilder                                          |
| Sommerlinde Tilia platyphyllos                                                                   | Pasing-Obermenzing 5                                      | Seldweg 15, im Hof von Schloss Blutenburg (48° 9′ 47″ N, 11° 27′ 24″ O) | Freistaat Bayern Obermenzing 48/0                                                    | Solitär, großer und dominanter Baum, der den Innenhof der Burg prägt.                                                                               | weitere Bilder                                          |
| Stieleiche Quercus robur                                                                         | Pasing-Obermenzing 6                                      | Mühlerweg 29 im Vorgarten, Ecke Paosostraße (48° 8′ 28″ N, 11° 26′ 28″ O) | privat Pasing 2077/13                                                                | Dominanter, Ortsbild prägender, alter Solitärbaum, Eiche mit mächtiger Krone.                                                                       | Stieleiche Mühlerweg 29                                 |
| Silberweide Salix alba                                                                           | Aubing-Lochhausen-Langwied 1                              | Krähenweg 110 (Aktivhof Eiblhof, Reitstall) am Feldsaum (48° 10′ 45″ N, 11° 23′ 19″ O) | privat Langwied 3432                                                                 | Eine der wenigen natürlich gewachsenen und unberührten Weiden in dieser Größe im Stadtgebiet.                                                       | Silberweide Krähenweg                                   |
| Mehlbeere Sorbus aria ‘magnifica’                                                                | Aubing-Lochhausen-Langwied 2                              | Papinstraße, öffentliche Grünfläche am Bahnübergang (48° 8′ 30″ N, 11° 25′ 26″ O) | privat Aubing 3501/11                                                                | Dominanter, auffallender Baum, in dieser Größe im Stadtgebiet selten.                                                                               | weitere Bilder                                          |
| Hängebuche Fagus sylvatica ‚pendula’                                                             | Aubing-Lochhausen-Langwied 3                              | Eichenauer Straße 1, Ecke Gotzmannstraße (48° 9′ 40″ N, 11° 24′ 42″ O) | privat Aubing 652/2                                                                  | In diesem Stadtgebiet seltene Wuchsform, straßen- und ortsbildprägend.                                                                              | Hängebuche Eichenauer Str                               |
| Winterlinde Tilia cordata                                                                        | Aubing-Lochhausen-Langwied 4                              | Gut Freiham, zwischen den Gebäuden Freihamer Allee 23 und 25 (48° 8′ 14″ N, 11° 24′ 11″ O) | privat Aubing 3506/1                                                                 | Dominanter und Standort prägender Baum. | Winterlinde Gut Freiham                                 |
| Rosskastanie Aesculus hippocastanum                                                              | Aubing-Lochhausen-Langwied 5                              | Marzellgasse 2, südlich vom Haus, direkt an der Straße (48° 9′ 32″ N, 11° 24′ 54″ O) | privat Aubing 64/2                                                                   | Solitär, schöner, großer und dominanter Baum. | Rosskastanie Marzellgasse                               |
| 14 Stieleichen Quercus robur                                                                     | Allach-Untermenzing 1                                     | Ludwigsfelder Straße (südlich) und Unteren Angerlohe (östlich), in der Wiese (48° 11′ 27″ N, 11° 29′ 24″ O) | Stadt München Untermenzing 442/1                                                     | Seltener, vitaler und mächtiger Bestand, in diesem Bereich sehr landschaftsbildprägend.                                                             | Stieleichenalle in der Wiese                            |
| Stieleiche Quercus robur                                                                         | Allach-Untermenzing 2                                     | Eversbuschstraße 40/40b, an der Straße zu Nr. 34 (48° 10′ 52″ N, 11° 27′ 41″ O) | privat 49/2 Untermenzing                                                             | Ortsbildprägender, dominanter Baum. | weitere Bilder                                          |
| 2 Rotbuchen Fagus sylvatica                                                                      | Feldmoching-Hasenbergl 1                                  | Feldmochinger Straße 226/228, gegenüber in der Grünanlage (48° 11′ 54″ N, 11° 31′ 26″ O) | Stadt München Feldmoching 507                                                        | Dominante, ortsbildprägende Buchen mit sehr schönem Habitus.                                                                                        | Rotbuchen Feldmochinger Straße                          |
| 2 Eiben Taxus baccata                                                                            | Laim 1                                                    | Agnes-Bernauer-Straße 86, Vorgarten (48° 8′ 24″ N, 11° 30′ 8″ O) | privat Laim 34/3                                                                     | Alte und in der Krone sehr gut gestaltete Exemplare bilden eine hervorragende Einheit mit dem denkmalgeschützten Gebäude, so im Stadtgebiet selten. | weitere Bilder                                          |
| Eibe Taxus baccata                                                                               | Laim 2                                                    | Laimer Kirchweg, zwischen Agnes-Bernauer-Straße 89 und 97 (48° 8′ 21″ N, 11° 29′ 58″ O) | Stadt München Laim 60                                                                | Dominanter, ortsbildprägender Baum. | weitere Bilder                                          |

## Ehemalige und abgegangene Naturdenkmäler
In diesem Abschnitt sind Objekte aufgeführt, die früher einmal als Naturdenkmäler aufgeführt waren.
| Bezeichnung                         | Stadtbezirk lfd. Nr. | Lage | Eigentum von Gemarkung Flur-Nr. | Schutzgrund | Bild                             |
| ----------------------------------- | -------------------- | --- | ------------------------------- | --- | -------------------------------- |
| Rosskastanie Aesculus hippocastanum | Au-Haidhausen 2      | Kirchenstraße 11, Schulhof (48° 8′ 5″ N, 11° 35′ 58″ O)                                                                        | Stadt München München IX 17790  | Solitär, dominanter, großer Baum. // Wurde inzwischen durch einen jungen Baum ersetzt.                                                                                        |                                  |
| Rosskastanie Aesculus hippocastanum | Au-Haidhausen 10     | Kolumbus-, Humboldt-, Pilgersheimer Straße, Schulgrundstück (48° 7′ 11″ N, 11° 34′ 32″ O)                                      | Stadt München München VII 12579 | Solitärbaum, dominanter und mächtiger Baum, Standort für Innenstadtbereich sehr gut. Baum ist nicht mehr vorhanden.                                                           |                                  |
| Gemeine Esche Fraxinus excelsior    | Schwabing-Freimann 1 | Freisinger Landstraße / Ecke Ligusterstraße (48° 11′ 26″ N, 11° 37′ 6″ O)                                                      | Stadt München Freimann 88/99    | Naturdenkmal wegen historischer Bedeutung, sogenannte „Heldenesche“. Im Jahr 2004 durch einen Brand schwer beschädigt. Inzwischen nichts mehr von dem Naturdenkmal vorhanden. |                                  |
| Sommerlinde Tilia platyphyllos      | Schwabing-Freimann 4 | Englischer Garten, Friedrich-Ludwig-von-Sckell-Weg (beim Amphitheater) (48° 10′ 24″ N, 11° 36′ 45″ O)                          | Freistaat Bayern Schwabing 1083 | Mächtiger, auch im Bestand dominanter Baum, selbst im Englischen Garten selten in seinen Ausmaßen.                                                                            |                                  |
| Sommerlinde Tilia platyphyllos      | Schwabing-Freimann 9 | Englischer Garten, etwa 150 m nördlich der Gyßlingstraße, zwischen östlichem Reitweg und Fahrweg (48° 10′ 6″ N, 11° 36′ 44″ O) | Freistaat Bayern Schwabing 1083 | Mächtiger, dominanter Baum, hohes Alter, selten im Stadtgebiet. | Sommerlinde im Englischen Garten |